# 江淮军区
华东军区下属的江淮军区，是1948年设立的在江苏安徽的长江淮河之间、大运河以西、淮南铁路以东设立的军级军区。

## 历史
1948年5月29日，为统一领导淮南、淮北的军事斗争，在泗南县张塘村（今属泗洪县孙园镇）成立江淮区党委、江淮军区。江淮军区属苏北军区指挥。江淮区党委，属华东局和华中工委双重领导。6月4日召开成立大会。江淮区党委、军区辖五个地委、专署，部队共1.9万余人。
- 江淮区党委
  - 书记曹荻秋
  - 副书记李世农
  - 党委委员：曹荻秋 李世农 陈庆先 饶子健 梁从学 杨光池 赵汇川
  - 组织部：部长李世农(兼)，副部长龙光瀛
  - 宣传科长：孙兰
  - 秘书：曾呜
  - 联络负责人：柏寒
- 江淮军区
  - 司令员：陈庆先
  - 政治委员：曹荻秋(兼)
  - 副司令员：饶子健 梁从学
  - 副政治委员：杨光池
  - 参谋长：赵汇川
  - 政治部主任：杨光池(兼)
  - 政治部副主任：张力雄
  - 组织部部长：梅少卿(因伤留在华东军区后勤系统，未到职)
  - 卫生部部长：郭光华
  - 军械处处长：于淞江
  - 江淮军区党委会
    - 书记：曹获秋(兼)
    - 委员：陈庆先 饶子健 梁从学 杨光池 赵汇川 张力雄